# Robert Descimon
Robert Descimon, né en 1946, est un historien français.
Directeur d'études à l'EHESS, spécialiste de l'histoire sociale de la France des XVIe et XVIIe siècles, il est en particulier connu pour ses études sur la Fronde, la noblesse de robe et l'absolutisme.

## Biographie
Élève de l'École normale supérieure entre 1967 et 1971, Robert Descimon est agrégé d'histoire en 1970. Il est successivement professeur du secondaire (1972-1977), attaché de recherche, chargé de recherche puis directeur de recherche au CNRS (1977-1991) avant d'être nommé directeur d’études à l’École des Hautes études en sciences sociales en 1991. Il prend sa retraite en 2014 ; il reste depuis en activité et maintient un séminaire à l'EHESS.
En 2005, il reçoit la médaille d'argent de CNRS pour ses recherches sur l'histoire sociale.
En 2008, il dénonce l'orientation « patriotique et centralisatrice » du projet de musée de l'histoire de France.
En 2015, il préside la Société de l'histoire de France.

## Publications
- Qui étaient les Seize ? Mythes et réalités de la Ligue parisienne (1515-1594), Paris, Klincksieck, 1983.
- (avec Fanny Cosandey), L’Absolutisme en France : Histoire et historiographie, Paris, Le Seuil, 2002.
- (avec José Javier Ruiz Ibáñez)., Les Ligueurs de l’exil : Le refuge catholique français après 1594, Seyssel, Champ Vallon, 2005.
- (avec Élie Haddad), Épreuves de noblesse : Les expériences nobiliaires de la haute robe parisienne (XVIe – XVIIIe siècle), Paris, Les Belles Lettres, 2010.

## Sources
- Barbara B. Diefendorf (ed.), Social Relations, Politics and Power in Early Modern France: Robert Descimon and the Historian’s Craft, Kirksville, Truman State University Press, 2016
- Hugues Neveux, « Robert Descimon, les Seize et la Sainte Ligue », Revue de synthèse, vol. 108, no 2,‎ 1987, p. 269-276
- Jean-François Sirinelli, Pascal Cauchy, Claude Gauvard, Les historiens français à l'œuvre, 1995-2010, Paris, Presses universitaires de France, 2010
- Page de membre du Centre de Recherches Historiques
- Journées d'études consacrées à Robert Descimon